# 薳固
薳固（？—？），芈姓，薳氏（蒍氏），名固，中国春秋时期楚国的大夫。
前477年（鲁哀公十八年、楚惠王十二年），巴国进犯楚国，三月，公孙宁、吴由于、薳固率师大败巴国，公孙宁被封在析。